# Красносельский сельский совет (Тернопольская область)
Красносельский сельский совет (укр. Красносільська сільська рада) — входит в состав
Збаражского района
Тернопольской области
Украины.
Административный центр сельского совета находится в 
с. Красносельцы.

## История
- 1940 — дата образования.

## Населённые пункты совета
- с. Красносельцы
- с. Розношинцы